# Halictus seladonius
Halictus seladonius är en biart som först beskrevs av Fabricius 1794.  Halictus seladonius ingår i släktet bandbin, och familjen vägbin. Inga underarter finns listade i Catalogue of Life.